# BoJack Horseman
BoJack Horseman je animirana TV serija za odrasle, dobitnik nagrade Annie koju je stvorio Raphael Bob Waksberg, američki komičar i umjetnik, za Netflix. Serija je postala veliki hit servisa Netflix, a uz to je i jedna od najuspješnijih novih televizijskih serija u povijesti tog medija. 
Serija je satirička parodija suvremenog načina života zvijezda u Hollywoodu, u kojem se radnja uglavnom odvija. Prikazuje cjelovitu američku kulturu medija i showbusinessa u društvu u kojem zajedno žive ljudi i razne antropomorfne životinje. Radnja serije vrti se oko protagonista BoJack Horsemana, ostarjele zvijezde humoristične serije Horsin' Around iz 90.-ih godina prošlog stoljeća, koji prolazi kroz krizu srednjih godina. U pokušaju da povrati nekadašnju popularnost i ljubav javnosti, BoJack pokušava napisati autobiografsku knjigu, ali se ne može nositi s tim zbog svoje lijenosti, a nakon što je uvjerio agenta i izdavača, angažira spisateljicu iz sjene Dianu Nguyen da napise „autobiografiju“, koja nakon upoznavanja s njim provodi puno vremena, uči o njegovoj prošlosti i radu. U jednom trenutku postoji i simpatija među njima. Radnja je isprepletena s BoJackovim sjećanjima i njegovim trenutnim životom. BoJack također mora balansirati u životnim odlukama između želja i prioriteta njegove agentice i bivše djevojke Princess Carolyn, ludih i nesmotrenih ideja cimera Todda Chaveza i prijatelja i filmskog kolege Mr. Peanutbuttera.
Emitiranje serijala na servisu Netflix započelo je 22. kolovoza 2014. i ta prva sezona uglavnom je rezultirala miješanim kritikama. Druge dvije sezone, zapocele s emitiranjem 28. srpnja 2015. i 22. srpnja 2016.  vrlo su dobro ocijenjene i povećana je gledanost serijala. Četvrta sezona je objavljena 8. rujna 2017. da bi do sada posljednja, peta sezona, započela s emitiranjem 14. rujna 2018. 

## Glavni likovi
BoJack Horseman, glas daje kanadski glumac Will Arnett) glavni je lik serije, antropomorfni konj. Na početku prve sezone ima oko 50 godina. Pala je zvijezda šou biznisa, alkoholičar s neugodnim karakterom koji pati od usamljenosti. Bojack je prilično pametan i ciničan, pa ga mnogi oko njega smatraju uskogrudnim, i u tom smislu mu je teško pronaći nekoga tko će ga razumjeti. Navikao je svima otvoreno govoriti stavove pritom ne brinući da bi to moglo povrijediti bilo koga. U mladosti se okušao kao komičar. Potom se sastao s Herbom Kazzazom, zahvaljujući kojem je dobio ulogu u obiteljskoj komediji Horsin' around, u kojoj je glumio 9 godina. Nakon toga nije pronašao drugi posao i životari, trošeći bogatstvo koje je zaradio glumom. BoJack je osoba koja pati od samoće i gnušanja, pokušava se zabaviti na bilo koji način, samo da ne bude sam. Istodobno, svim silama pokušava zaboraviti svoju prošlost, uglavnom uz pomoć alkohola, i izbjeći odgovornost za sve pogreške u životu koje ne može popraviti.
Princeza Carolyn (izvorno Princess Carolyn; glas daje glumica Amy Sedaris) je antropomorfna perzijska mačka, agentica i bivša BoJackova djevojka. Ima oko 40 godina. Princeza Carolyn bila je jedina s kojom je BoJack imao ozbiljnu vezu, koju je uspjela održati dugo vremena zahvaljujući njezinoj vjeri u njega. Na početku serijala ga napušta, jer shvaća da ne može izgraditi budućnost s konjem koji ne želi preuzeti obveze. Unatoč tome, ne prestaje biti njegova agentica i trošiti svoje vrijeme i energiju na njega. Do kraja prve sezone započinje vezu s Vincentom Adultmanom kako bi BoJack postao ljubomoran.
Todd Chavez (izvorno Todd Chavez; glas daje glumac Aaron Paul) - nezaposleni mladić, BoJackov cimer. Pet godina prije početka radnje roditelji su ga izbacili iz kuće zbog nekonvencionalnog načina života, nakon čega je Todd došao na jednu od BoJackovih zabava i ostao kao cimer. BoJack dopušta Toddu da živi u svom domu uglavnom iz dva razloga: prvo, Todd zna za neke BoJackove tajne, a još važnije, BoJack pati od usamljenosti. I unatoč čestim BoJackovim uvredama, Todd ga iskreno smatra dobrom osobom i spreman je pomoći u bilo kojoj od njegovih avantura. Unatoč lijenosti i neodgovornosti, Todd je prilično talentiran momak s dobrom maštom. 
Diane Nguyen (izvorno Diane Nguyen; glas daje glumica Alison Brie) je pisac iz sjene BoJackove autobiografije. Inteligentna je i educirana osoba feminističkih stajališta, i djevojka (a kasnije i supruga) Gospodina Peanutbuttera. Diane je rođena u Bostonu u obitelji azijskog porijekla i ima četvero zakinute braće (Marty, Artie, Tommy i Harry). Prema vlastitim riječima, izopćeni je član obitelji koju nitko ne voli, a njeni odnosi s obitelji konačno su se pogoršali nakon pogreba oca. Po Bojackovom savjetu odlučuje više ne dolaziti u Boston. Isprva Diane i BoJack su bili u prijateljskim odnosima, da bi daljnjim upoznavanjem postali bliži, sve dok BoJack ne shvati da ima dublje osjećaje prema njoj, koje ona ne uzvraća i udaje se za Gospodina Peanutbuttera do kraja prve sezone.
Gospodin Peanutbutter (izvorno Mr. Peanutbutter – Mr. je njegovo osobno ime; glas daje glumac Paul Tompkins) - antropomorfni je Labrador retriver. Glumac i komičar, protagonist je serijala Mr. Peanutbutter's house, čija je radnja slična onoj serije Horsin' around BoJacka Horsemana. Vlasnik je filmskog studija PB Livin, i muž Diane Nguyen. Prilično je dobroćudan, vedar, ali ne baš pametan lik. Za razliku od BoJacka i danas je prilično uspješan i popularan, o njemu se pišu članci, snimljeni su reality showovi i filmovi. Donekle je dobrih odnosa s BoJackom kojeg smatra prijateljem, a uspostavio je dobre odnose i s Toddom, s kojim je stvorio i sumnjive poslovne projekte.

## Nagrade i priznanja
| Godina | Nagrada                                          | Kategorija                                           | Nominacija              | Ref.        |
| ------ | ------------------------------------------------ | ---------------------------------------------------- | ----------------------- | ----------- |
| 2016   | 6th Critics' Choice Television Awards            | Najbolja animirana serija                            | BoJack Horseman         | [ 1 ]       |
| 2016   | 2016 Gold Derby Awards                           | Najbolja animirana serija                            | BoJack Horseman         | [ 2 ]       |
| 2016   | 7th Critics' Choice Television Awards            | Najbolja animirana serija                            | BoJack Horseman         | [ 3 ]       |
| 2017   | 2017 Annecy International Animated Film Festival | Najbolja nova TV serija                              | "Fish Out Of Water"     | [ 4 ]       |
| 2017   | 2017 Gold Derby Awards                           | Najbolja animirana serija                            | BoJack Horseman         | [ 5 ]       |
| 2017   | 33rd Artios Awards                               | Posebna nagrada za sinkronizaciju u animiranom filmu | Linda Lamontagne        | [ 6 ]       |
| 2019   | 9th Critics' Choice Television Awards            | Najbolja animirana serija                            | BoJack Horseman         | [ 7 ]       |
| 2019   | 46th Annie Awards                                | Najbolja televizijska produkcija                     | "The Dog Days are Over" | [ 8 ] [ 9 ] |

## Vanjske poveznice
- Službene web-stranice serijala BoJack Horseman